# Tinseltown Rebellion
Albums de Frank Zappa
Joe's Garage
(1979) Shut Up 'N' Play Yer Guitar
(1981)
Tinseltown Rebellion est un album de rock progressif de Frank Zappa sorti en 1981.

## Historique
Depuis environ 3 années, Frank Zappa enregistre systématiquement tous ses concerts avec du matériel multipiste digne des meilleurs studios, cela lui permet, outre un archivage exhaustif de ses performances, de pratiquer les collages et autres découpages des différentes pièces composées... il peut ainsi à loisir, prendre la section rythmique d'un concert donné, et lui accoler les claviers, les chœurs ou le solo de guitare provenant d'autres performances. Cet album en est le parfait exemple : les titres ont été enregistrés à Londres (02/79), à Santa Monica (11/12/80), à Berkeley (05/12/80), Philadelphie (29/04/80) voire à New-York (10/78)...
Le titre de l'album Tinseltown Rebellion (la rébellion de Clinquant-Ville, Tinseltown est aussi le surnom de Hollywood), est un coup de gueule et une sévère critique sur la manière dont le monde du show-biz made in L.A. fonctionne depuis déjà un certain temps.
Dans Peaches III, Zappa rend hommage à Conlon Nancarrow, un de ses compositeurs favoris.

## Liste des titres
- Tous les titres sont composés, écrits et arrangés par Frank Zappa

Face 1
| No | Titre                      | Lieu et date                                                                                                 | Durée |
| -- | -------------------------- | --- | ----- |
| 1. | Fine Girl                  | UMRK, LA, juillet - sept. 1980                                                                               | 3:31  |
| 2. | Easy Meat                  | Tower Theatre, Pennsylvanie,29-04-1980 Royce Hall, LA, 18-09-1975 Civic Auditorium, Santa Monica, 11-12-1980 | 9:19  |
| 3. | For the Young Sophisticate | Hammersmith Odeon, Londres, 18-02-1979                                                                       | 2:48  |

Face 2
| No | Titre                         | Lieu et date                                       | Durée |
| -- | ----------------------------- | -------------------------------------------------- | ----- |
| 4. | Love of My Life               | Berkeley Community Theatre, CA, 05-12-1980         | 2:15  |
| 5. | I Ain't Got No Heart          | Berkeley Community Theatre, 05-12-1980             | 1:59  |
| 6. | Panty Rap                     | Berkeley Community Theatre, 05-12-1980             | 4:35  |
| 7. | Tell Me You Love Me           | Berkeley Community Theatre, 05-12-1980             | 2:07  |
| 8. | Now You See It- Now You Don't | Southern Illinois University, Illinois, 15-11-1980 | 4:57  |

Face 3
| No  | Titre                | Lieu et date                                                                      | Durée |
| --- | -------------------- | --------------------------------------------------------------------------------- | ----- |
| 9.  | Dance Contest        | Palladium, New York, 27 octobre 1978                                              | 2:58  |
| 10. | The Blue Light       | Berkeley Community Theatre, 05-12-1980 Civic Auditorium, Santa Monica, 11-12-1980 | 5:27  |
| 11. | Tinseltown Rebellion | Berkeley Community Theatre, 05-12-1980                                            | 4:35  |
| 12. | Pick Me, I'm Clean   | Berkeley Community Theatre, 05-12-1980 Dallas Convention Center, 17-10-1980       | 5:07  |

Face 4
| No  | Titre                     | Lieu et date                        | Durée |
| --- | ------------------------- | ----------------------------------- | ----- |
| 13. | Bamboozled by Love        | Hammersmith Odeon, 19-12-1979       | 5:46  |
| 14. | Brown Shoes Don't Make It | Hammersmith Odeon, 17 ou 19-12-1979 | 7:14  |
| 15. | Peaches III               | Hammersmith Odeon, 17 ou 19-12-1979 | 5:01  |

## Musiciens
- Frank Zappa – guitare, chant
- Arthur Barrow – basse, chant
- Vinnie Colaiuta – percussions, batterie
- Warren Cucurullo – guitare rythmique, chant
- Bob Harris (en) – trompette, synthétiseur, chant
- David Logeman – batterie
- Ed Mann – percussions
- Tommy Mars – synthétiseur, chant
- Patrick O'Hearn – basse
- Steve Vai – guitare, chant
- Denny Walley – chant, guitare slide
- Ray White – guitare, chant
- Ike Willis – guitare rythmique, chant
- Peter Wolf – synthétiseur

## Production
- Production : Frank Zappa
- Ingénierie : Thomas Nordegg
- Direction musicale : Frank Zappa
- Conception pochette : John Williams

## Charts
| Pays                          | Durée du classement | Meilleur classement | Date           |
| ----------------------------- | ------------------- | ------------------- | -------------- |
| Allemagne (GfK Entertainment) | 9 semaines          | 23e                 | 15 juin 1981   |
| Autriche (Ö3 Austria Top 40)  | 8 semaines          | 9e                  | 15 juin 1981   |
| États-Unis (Billboard 200)    | 11 semaines         | 66e                 | 4 juillet 1981 |
| Norvège (VG-lista)            | 8 semaines          | 13e                 | 25 mai 1981    |
| Royaume-Uni (UK Albums Chart) | 4 semaines          | 55e                 | 17 mai 1981    |
| Suède (Sverigetopplistan)     | 4 semaines          | 8e                  | 5 juin 1981    |